# Helga Kromp-Kolb

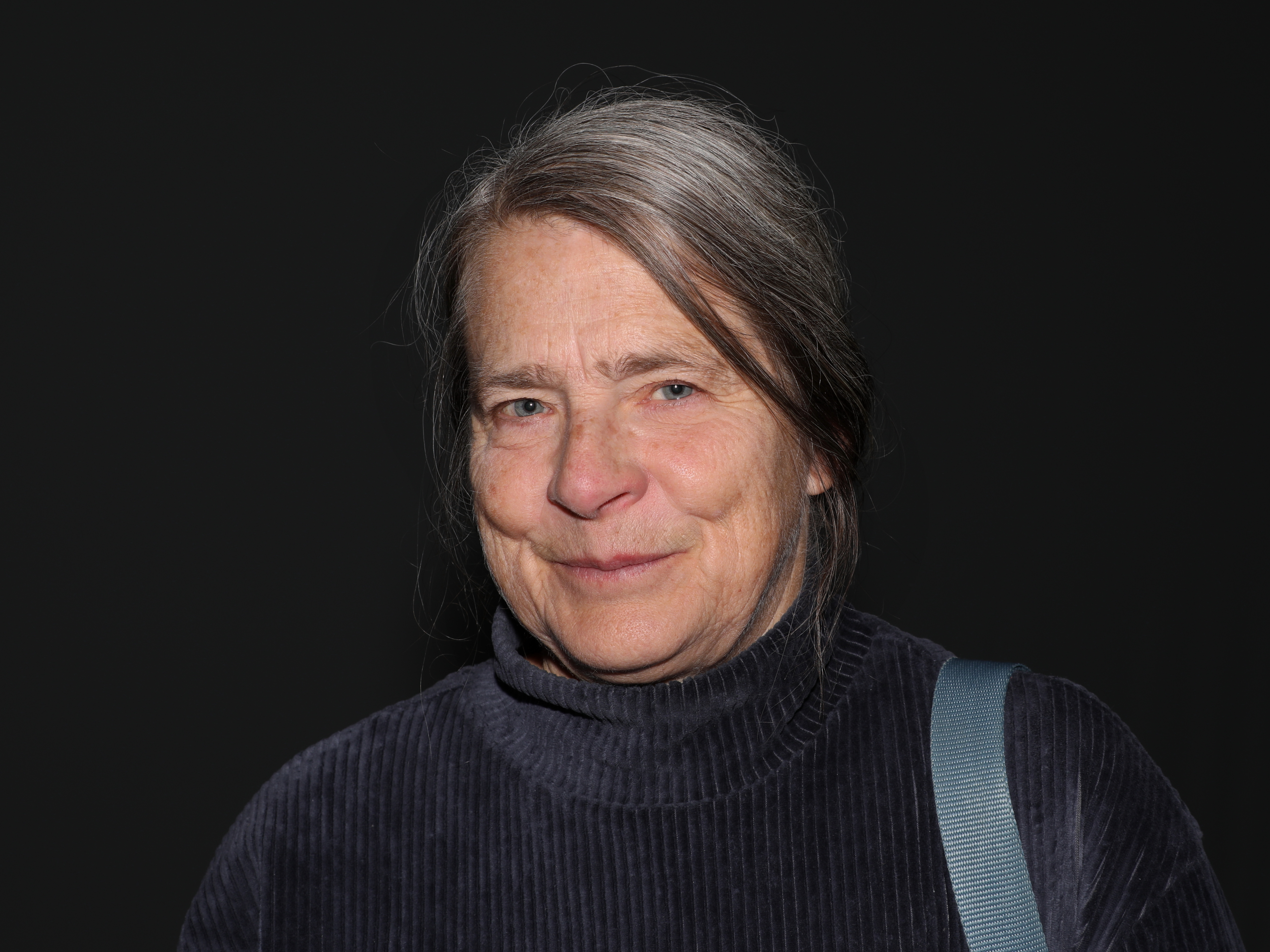
Helga Kromp-Kolb

Helga Kromp-Kolb (* 14. November 1948 in Wien) ist eine österreichische Meteorologin und Klimaforscherin.

## Leben
Kromp-Kolb studierte Meteorologie an der Universität Wien und promovierte 1971. Sie arbeitete als wissenschaftliche Assistentin an der Universität Wien und habilitierte 1982 im Spezialbereich Umweltmeteorologie. An der ZAMG war sie in leitender Funktion tätig, bevor sie als Associate Professor an der San José State University in Kalifornien arbeitete. Bis 1995 war sie an der Universität Wien als Dozentin tätig und leitete von 1986 bis 1995 die Abteilung Umweltmeteorologie. 1995 wurde sie ordentliche Universitätsprofessorin am Institut für Meteorologie an der Universität für Bodenkultur in Wien. Nach wie vor hält sie auch an der Universität Wien Lehrveranstaltungen ab.
Kromp-Kolb wurde wegen ihrer Forschungstätigkeit und ihres Engagements zum globalen Klimawandel bekannt. Für Aufmerksamkeit sorgte sie 2019 in einem Interview mit der Kronen Zeitung, in dem sie auf die Frage, ob überhaupt noch geflogen werden dürfe, mit einem eindringlichen Vergleich antwortete:

„Man sollte es sich gut überlegen, ob es wirklich notwendig ist. Denn so wie wir unsere Eltern gefragt haben: Wie war das im Nationalsozialismus? Was hast du gewusst? Was hast du getan? Genauso werden uns einmal unsere Kinder und Enkel fragen: Wie war das beim Klima? Was hast du gewusst? Was hast du getan? Wenn ich dann antworte: Ich bin trotzdem auf Shoppingtour nach London geflogen, wäre das keine schöne Antwort.“

Sie ist Präsidentin des Forums Wissenschaft & Umwelt.
Helga Kromp-Kolb ist eine Tochter des Pädagogen und späteren Diplomaten Fritz Kolb und der Erzieherin Martha Grandl. Sie ist mit dem Physiker und Risikoforscher Wolfgang Kromp verheiratet, der zwei Söhne und eine Tochter aus erster Ehe in die Familie mitbrachte.
Kromp-Kolb ist mehrfache österreichische Staatsmeisterin im Orientierungslauf und war mehrere Jahre Trainerin der Nationalmannschaft.

## Auszeichnungen
- 1991 Konrad-Lorenz-Preis
- 2005 Wissenschaftler des Jahres
- 2006 Goldenes Verdienstzeichen des Landes Wien[6]
- 2013 Großes Silbernes Ehrenzeichen für Verdienste um die Republik Österreich
- 2022 Ehrendoktorat der Technischen Universität Graz[7]
- 2023 Preis der Stadt Wien für Naturwissenschaften

## Werke
- Helga Kromp-Kolb: Für Pessimismus ist es zu spät. Wir sind Teil der Lösung. Molden Verlag, 2023, ISBN 978-3-222-15111-8.

- Gregor Hagedorn, Peter Kalmus, Michael Mann, Sara Vicca, Joke Van den Berge, Jean-Pascal van Ypersele, Dominique Bourg, Jan Rotmans, Roope Kaaronen, Stefan Rahmstorf, Helga Kromp-Kolb, Gottfried Kirchengast, Reto Knutti, Sonia I. Seneviratne, Philippe Thalmann, Raven Cretney, Alison Green, Kevin Anderson, Martin Hedberg, Douglas Nilsson, Amita Kuttner, Katharine Hayhoe: Concerns of young protesters are justified. In: Science. Vol 364, 2019, doi:10.1126/science.aax3807.
- Helga Kromp-Kolb und Herbert Formayer: Plus zwei Grad: Warum wir uns für die Rettung der Welt erwärmen sollten. Molden Verlag, Oktober 2018, ISBN 978-3-222-15022-7.
- Helga Kromp-Kolb und Thomas Gerersdorfer (Hrsg.): Ethik und Ressourcenverknappung Schriftenreihe der Initiative Weltethos Österreich LIT Verlag 2013, ISBN 978-3-643-50458-6.
- Beitrag zu Attac (Hrsg.): Wir bauen Europa neu: Wer baut mit? Residenz Verlag, 2009, ISBN 978-3-7017-3129-9.
- Dennis Meadows, Erich Valentin, Siegfried Sellitsch und Helga Kolb: Haben wir 30 Jahre lang geschlafen? Zum Update der Grenzen des Wachstums. Protext, April 2007, ISBN 3-929118-64-5.
- Paul Brunner, Anton Smolak, Paul Fiala und Helga Kolb: Ressourcen: Umwelttagung Oktober 2006. Facultas wuv Universitätsverlag, Dezember 2007, ISBN 3-7089-0029-4.
- Helga Kromp-Kolb, Andreas Molin (Hrsg.): Kernenergie, Klimaschutz und Nachhaltigkeit. Ein Argumentarium des Forum für Atomfragen. BMLFUW, Wien 2007.
- Helga Kolb und Herbert Formayer: Schwarzbuch Klimawandel. Wie viel Zeit bleibt uns noch? Ecowin Verlag, März 2005, ISBN 3-902404-14-0.
- Helga Kolb, Kurt Kratena, Michael Lohmeyer und Albert E. Hackl: Kein Klima für die österreichische Klimapolitik? Forum Wissenschaft & Umwelt, 2002, ISBN 3-902023-05-8.